# Erica Wallach

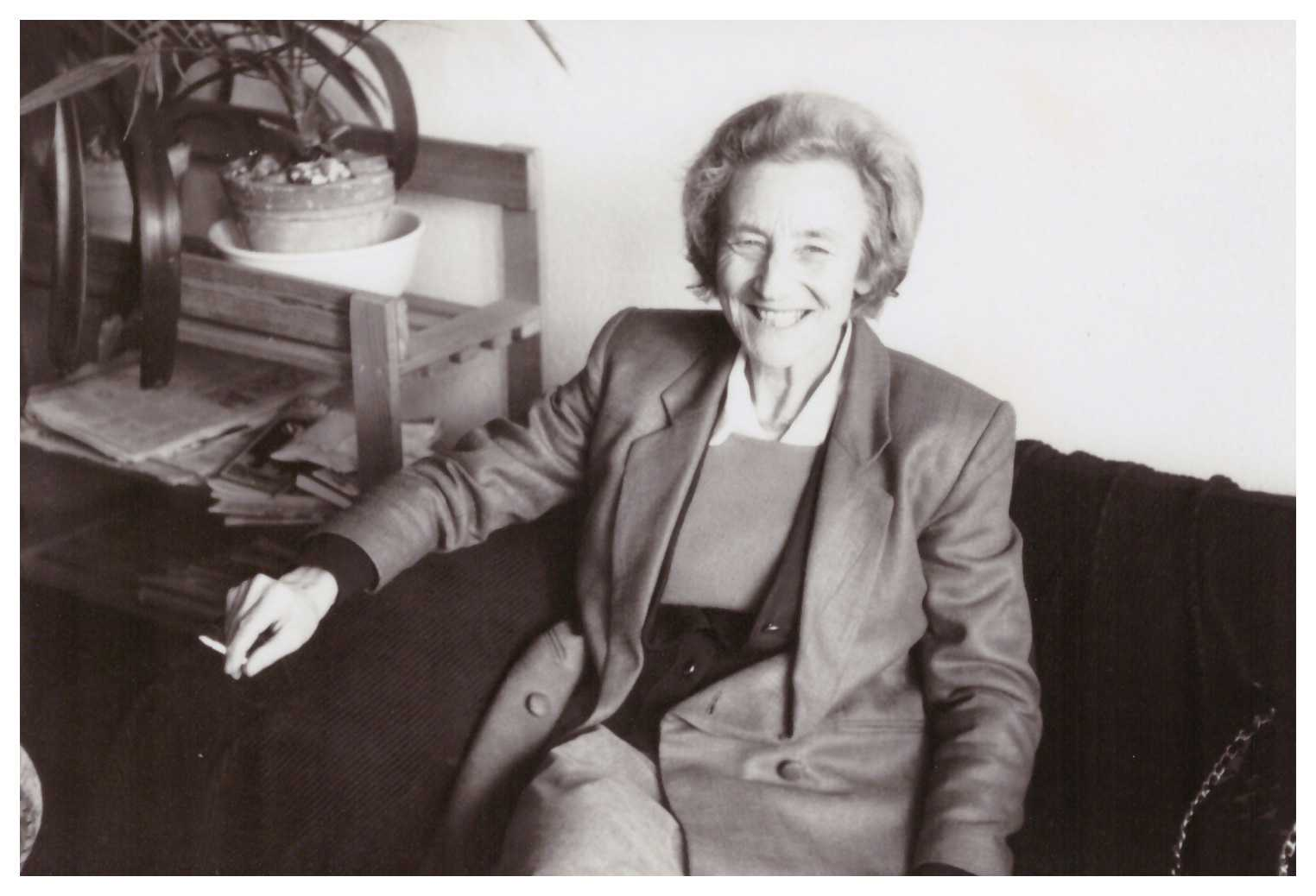
Erica Glaser-Wallach, 1991, Berlin

Erica Glaser-Wallach (* 19. Februar 1922 in Schlawe, Pommern; † 21. Dezember 1993 in Warrenton, Virginia) war eine deutschamerikanische Lehrerin, Redakteurin und Übersetzerin. Sie war ein Opfer des Stalinismus.

## Leben
Erica Glaser war die Tochter eines Arztes. 1936 emigrierten ihre Eltern nach Spanien. Während des Spanischen Bürgerkriegs arbeitete sie als Krankenpflegerin in einem Hospital. Nach dem Sieg der Franco-Truppen wurde sie 1939 im französischen Lager Le Boulou interniert, wo sie schwer erkrankte. Während des Besuches einer Völkerbundkommission floh sie gemeinsam mit ihrer Mutter, die sie in die Obhut von Herta und Noel Field gab. Die beiden brachten Erica in die Schweiz und adoptierten sie später.
Während ihres Studiums in Zürich kam sie mit deutschen Emigranten, Mitgliedern der verbotenen Kommunistischen Partei Deutschlands, in Kontakt. Fortan engagierte sie sich im antifaschistischen Widerstand in der Schweiz, gleichzeitig arbeitete sie bis zu dessen Auflösung 1945 für den US-Nachrichtendienst OSS. 1945 wurde Glaser selbst Parteimitglied; Ende 1948 trat sie aus der KPD aus.
Im Juli 1948 heiratete sie den US-Offizier und Bankier Robert R. Wallach. Aus der Ehe gingen zwei Kinder hervor.
1949 wurden ihre Adoptiveltern Herta und Noel Field in Prag unter dem Vorwurf der Spionage verhaftet und nach Ungarn verschleppt. 1950 reiste sie nach Ost-Berlin, um nach dem Verbleib ihrer Adoptiveltern zu forschen. Hier wurde sie im August 1950 verhaftet, und man warf ihr ebenfalls Spionage und Mitarbeit beim Office of Strategic Services (OSS) vor. Sie kam zunächst in das Untersuchungsgefängnis des DDR-Staatssicherheitsdienstes in der Berliner Albrechtstraße und im April 1951 in die zentrale sowjetische Untersuchungshaftanstalt nach Berlin-Karlshorst. Im August 1951 wurde sie nach Berlin-Hohenschönhausen (jetzt Gedenkstätte Berlin-Hohenschönhausen) verlegt, wo sie über ein Jahr in Isolationshaft war und unter anderem von Erich Mielke verhört wurde. Im September 1952 wurde sie erneut nach Karlshorst gebracht. Um sie zu belastenden Aussagen zu zwingen, wurde sie während ihrer Haft u. a. durch Schlafentzug, Kälte und Schläge gefoltert.
Am 24. Dezember 1952 verurteilte sie das Sowjetische Militärtribunal (SMT) in Berlin-Lichtenberg wegen Spionage zum Tode. Danach wurde sie in das Moskauer Butyrkagefängnis gebracht, wo sie sechs Monate in einer Todeszelle verbrachte. Nach Stalins Tod wurde sie im Juli 1953 zu 15 Jahren Lagerhaft begnadigt, die sie in der Straflagerregion Workuta u. a. als Zwangsarbeiterin beim Eisenbahnbau verbringen musste. Im Jahr 1955 hoben die sowjetischen Behörden das Urteil auf, eine Entschädigung wurde ihr verweigert. Von Moskau wurde sie nach Ost-Berlin gebracht und dann nach West-Berlin abgeschoben.
In die USA durfte sie zunächst nicht zurückkehren, da man in ihr eine sowjetische Spionin sah. Nach Verhören durch die CIA und einer Aussage vor dem Ausschuss für unamerikanische Umtriebe durfte sie 1958 endlich wieder zu ihrer Familie. Bis zu ihrem Tod arbeitete sie als Lehrerin in Warrenton.
Am 27. September 2001 wurde Erica Glaser-Wallach von der Hauptmilitärstaatsanwaltschaft der Russischen Föderation rehabilitiert.

## Schriften (Auswahl)
- Licht um Mitternacht. Fünf Jahre in der Welt der Verfemten. Mit einem Vorwort von Jeanne Hersch, Textor-Verlag: Frankfurt am Main 2008, Google-Digitalisat (d. i. Online-Ausgabe der Ausgabe Piper Verlag, München 1969), ISBN 3-938402-17-2
- Notizen beim Lesen der Field-Dokumente, in: Bernd-Rainer Barth (Hg.), Werner Schweizer (Hg.), in Verbindung mit Thomas Grimm: Der Fall Noel Field, Schlüsselfigur der Schauprozesse in Osteuropa, Bd. 2: Asyl in Ungarn 1954–1957, Basisdruck, Berlin 2007, ISBN 3-86163-132-6, S. 349–352

## Film
- Thomas Grimm und Werner Schweizer (Interviewer): Erica Glaser-Wallach[4], Deutschland 1991, 153 Minuten
- Thomas Grimm, Werner Schweizer, René A. Zumbühl: Verdammte Lügnerin oder Meine Karriere als Nackttänzerin. Eine Begegnung mit der Deutsch-Amerikanerin Erica Glaser-Wallach, Jahrgang 1922.[5] Deutschland 1993, 29 Minuten